# سیارک ۴۲۷۷۵
سیارک ۴۲۷۷۵ (به انگلیسی: 42775 Bianchini، نامگذاری:1998UO23) چهل و دو هزار و هفتصد و هفتاد و پنجمین سیارک کشف شده‌است که در ۲۶ اکتبر ۱۹۹۸ کشف شد.